# إليوت وليامز
إليوت وليامز (بالإنجليزية: Elliot Williams)‏ مواليد 20 يونيو 1989، هو لاعب كرة سلة أمريكي يلعب مع فريق نيو أورلينز بيليكانز في الرابطة الوطنية لكرة السلة ويحمل الرقم 2. يبلغ طوله 6 قدم 5 بوصة (2.0 م).

## فرق لعب لها
- بورتلاند ترايل بلايزرز
- فيلادلفيا سفنتي سيكسرز
- يوتاه جاز
- نيو أورلينز بيليكانز

## روابط خارجية
- إليوت وليامز على موقع الدوري الأوروبي لكرة السلة (الإنجليزية)
- إليوت وليامز على موقع إن بي أي (الإنجليزية)
- إليوت وليامز على موقع سبورتس رفرنس (الإنجليزية)
- إليوت وليامز على موقع كرة السلة الأوروبية.كوم (الإنجليزية)
- إليوت وليامز على موقع كلية كرة السلة في سبورتس رفرنس.كوم (الإنجليزية)
- إليوت وليامز على موقع ريلجم (الإنجليزية)
- إليوت وليامز على موقع بروبوليرز (الإنجليزية)
- إليوت وليامز على موقع سبورتس رفرنس (الإنجليزية)
- إليوت وليامز على موقع سبورتس رفرنس (الإنجليزية)